# Tipula truncorum
Tipula truncorum är en tvåvingeart som beskrevs av Johann Wilhelm Meigen 1830. Tipula truncorum ingår i släktet Tipula och familjen storharkrankar. Arten är reproducerande i Sverige. Inga underarter finns listade i Catalogue of Life.